# Crucihimalaya himalaica
Crucihimalaya himalaica är en korsblommig växtart som först beskrevs av Michael Pakenham Edgeworth, och fick sitt nu gällande namn av Al-shehbaz, O'kane och Robert A. Price. Crucihimalaya himalaica ingår i släktet Crucihimalaya, och familjen korsblommiga växter. Inga underarter finns listade i Catalogue of Life.